# Marwa Eldessouky

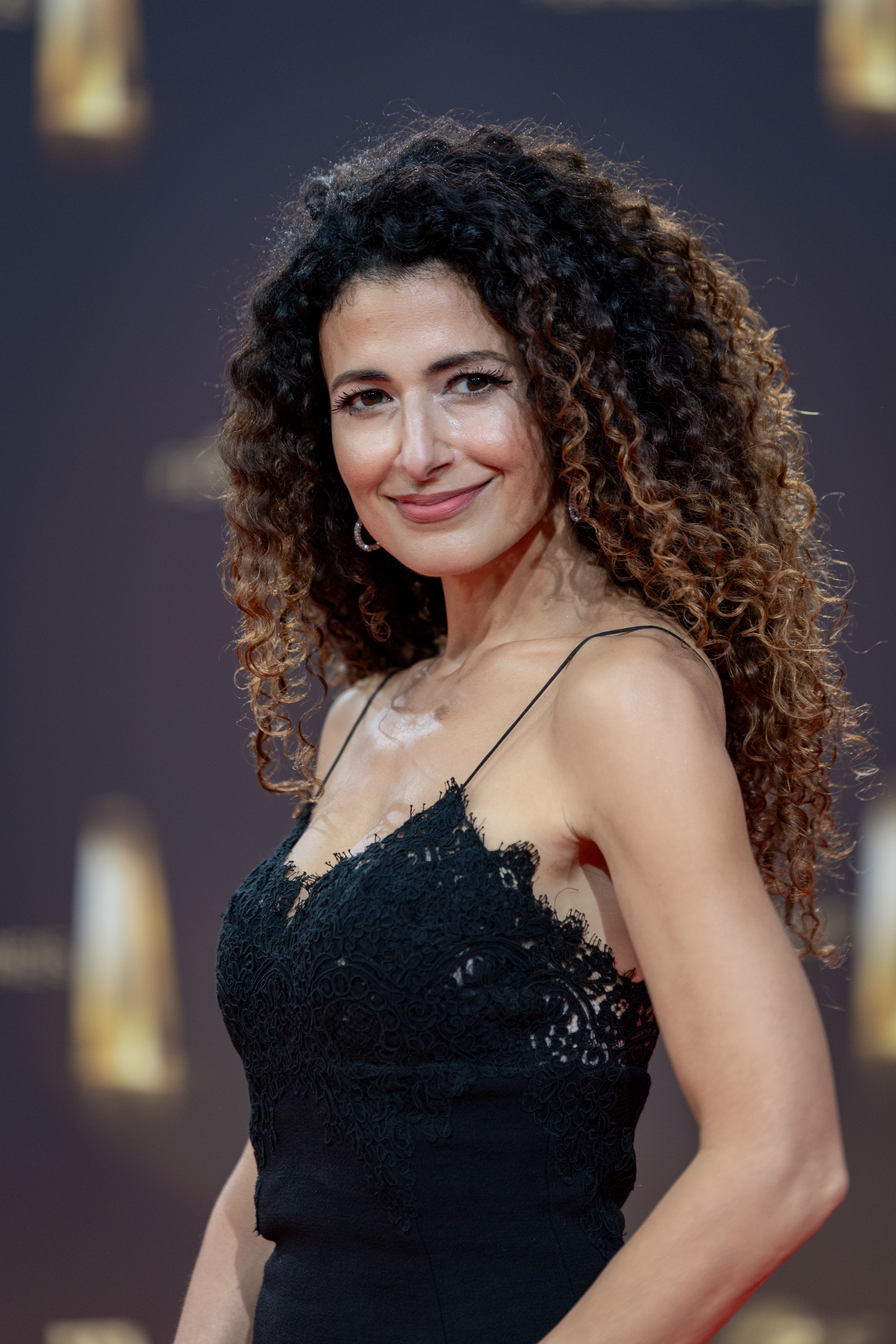
Marwa Eldessouky, 2023

Marwa Eldessouky (* 22. Februar 1983 in West-Berlin) ist eine ägyptisch-deutsche Fernsehmoderatorin und Journalistin.

## Leben und Karriere
Ihre Eltern stammen beide aus Ägypten. Sie wuchs in West-Berlin und in Oberfranken auf. 
Eldessouky moderiert seit 2010 bei Radio Fritz und Cosmo. Daneben führte sie durch Sendungen wie Marwas Berlinale, Das Berlinale Studio, Der beste Chor im Westen und die Silvestersendung vor dem Brandenburger Tor. Außerdem moderierte sie rbb Kultur – Das Magazin und die rbb Abendschau. Seit Dezember 2022 moderiert sie im Wechsel mit Kamilla Senjo das Magazin Brisant im Ersten. Seit April 2024 gehört sie mit Ralph Caspers und Jens Riewa zum Experten-Trio der ARD-Ratesendung Frag mich was Leichteres.
Sie lebt in Berlin.

## Moderationen
- 2015–2016: rbb Abendschau (rbb)
- 2017: Der beste Chor im Westen (WDR)
- 2019: rbb Kultur – Das Magazin (rbb)
- seit 2022: Brisant (Das Erste)